# Congrès mondial des sciences du sol
Le Congrès mondial des sciences du sol (en anglais : World Congress of Soil Science ou WCSS) est une conférence organisée tous les quatre ans (bien qu'interrompue pendant la Seconde Guerre mondiale) sous la direction de l'Union internationale des sciences du sol (UISS). Son but est notamment d'assurer l'avancement de la science des sols et de son application. En plus de programmes scientifiques et de discussions, les congrès comprennent des sorties sur le terrain.
Le nombre de membres présents a régulièrement augmenté, avec environ 2 000 personnes assistant à chaque congrès depuis le 15e à Acapulco, au Mexique provenant de plus de 100 pays, et plus de 3 000 attendus à Glasgow en 2022,.

## Lieux de déroulement
Depuis 1927, les congrès se sont déroulés dans différents villes de différents continents. Sur les 21 congrès passés, huit se sont tenus en Europe, six dans les Amériques, quatre en Asie, deux en Australie et un en Afrique.
| Édition | Dates                      | Lieu                                           | Thème                                                                                     |
| ------- | -------------------------- | ---------------------------------------------- | ----------------------------------------------------------------------------------------- |
| 24e     | 2030                       | Toronto, Canada                                |                                                                                           |
| 23e     | 12 - 17 juillet 2026       | Nanjing, Chine                                 | Soil and the Shared Future for Mankind                                                    |
| 22e     | 31 juillet - 5 août 2022   | Glasgow, Écosse, Royaume-Uni                   | Crossing Boundaries - Changing Society                                                    |
| 21e     | 12 - 17 août 2018          | Rio de Janeiro, Brésil                         | Soil Science: Beyond food and fuel                                                        |
| 20e     | 8 - 13 juin 2014           | Île de Jeju, Corée du Sud                      | Soils Embrace Life and the Universe                                                       |
| 19e     | 1er - 6 août 2010          | Brisbane, Queensland, Australie                | Soil Solutions for a Changing World                                                       |
| 18e     | 9 - 15 juillet 2006        | Philadelphie, Pennsylvanie, États-Unis         | Frontiers of Soil Science: Technology and the Information Age                             |
| 17e     | 14 - 21 août 2002          | Bangkok, Thaïlande                             | Soil Science: Confronting New Realities in the 21st Century                               |
| 16e     | 20 - 26 août 1998          | Montpellier, France                            | Soil Science in all its aspects et Soil in relation to human activities, past and present |
| 15e     | 10 - 16 juillet 1994       | Acapulco, Mexique                              | Soil utilization in harmony with nature. Learning from the past to face the future        |
| 14e     | 12 - 18 août 1990          | Kyoto, Japon                                   | Improving Soil Management for Man and the Environment                                     |
| 13e     | 13 - 20 août 1986          | Hambourg, Allemagne                            | Demands on soil - increasing in variety and intensity                                     |
| 12e     | 8 - 16 février 1982        | New Delhi, Inde                                | Managing Soil Resources to Meet the Challenges to Mankind                                 |
| 11e     | 19 - 27 juin 1978          | Edmonton, Alberta, Canada                      |                                                                                           |
| 10e     | 1974                       | Moscou, URSS                                   |                                                                                           |
| 9e      | 6 - 16 août 1968           | Adélaïde, Australie                            |                                                                                           |
| 8e      | 31 août - 9 septembre 1964 | Bucarest, Roumanie                             |                                                                                           |
| 7e      | 15 - 23 août 1960          | Madison, États-Unis                            |                                                                                           |
| 6e      | 28 août - 8 septembre 1956 | Paris, France                                  |                                                                                           |
| 5e      | 16 - 21 août 1954          | Léopoldville, République démocratique du Congo |                                                                                           |
| 4e      | 24 juillet - 1er août 1950 | Amsterdam, Pays-Bas                            |                                                                                           |
| 3e      | 30 juillet - 7 août 1935   | Oxford, Angleterre                             |                                                                                           |
| 2e      | 20 - 31 juillet 1930       | Léningrad, URSS                                |                                                                                           |
| 1er     | 13 - 22 juin 1927          | Washington, États-Unis                         |                                                                                           |